# 鬼謎藏
《鬼謎藏》（英語：The Grudge 2）是一部2006年的美國超自然恐怖片，由清水崇執導，史蒂芬·薩斯科編劇。這部電影是2004年《不死咒怨》的续集，也是《不死咒怨》電影系列的第二部，由愛波·塔布琳、阿莉尔·凯贝尔、珍妮佛·貝爾、陳冠希、莎拉·露瑪和莎拉·蜜雪兒·吉蘭主演。正如清水崇所說，這部電影不是翻拍任何日本電影，而是遵循不同的故事情節。與其前作一樣，這部電影的情節是通過一系列非線性事件來講述的，包括幾個交叉的次要情節，講述了卡伦的妹妹奥布里在得知道格的死後來到日本，一個名叫艾莉森的女學生在和兩個同學進入房子後被佐伯一家的鬼魂纏繞，還有一個名叫杰克的小男孩的公寓樓鬧鬼。
由於票房上的成功，這部電影在上一部電影於2004年10月上映後就宣布了。2005年1月宣布清水崇回歸擔任導演，12月開始選角，同時宣布吉蘭回歸。這部電影完全在日本拍攝，只有塔布琳的部分镜头后来在伊利诺伊州芝加哥重拍过。
《鬼謎藏》由索尼影業發行於2006年10月13日在美國發行。這部電影收到評論家的負面評論，全球票房收入超過7000萬美元，製作預算為2000萬美元。續集《不死咒怨3》於2009年5月以影碟形式直接发行，《怨咒》於2020年1月在影院上映。

## 剧情
《不死咒怨》是说含恨而死的人，死不瞑目，化为厉鬼，在死亡之处阴魂不散，向人索命。以下事件按其实际顺序解释，然而，影片是以非线性叙事方式呈现的。
2004年，美国社会工作者卡伦·戴维斯烧掉佐伯家的房子想要阻止诅咒，但失败了，住院后发现自己被伽椰子缠上了。卡伦的妹妹奥布里到东京去找她。在日本，奥布里不懂日语，难以与医院的工作人员沟通，但一位名叫伊森的记者帮助了她。奥布里与卡伦进行了简短的交谈，卡伦惊慌失措，医生只好将她绑在病床上。卡伦后来在奥布里和伊森面前被伽椰子杀死。伊森向奥布里解释了诅咒，并透露是他从房屋火灾中救出卡伦的，而且他一直在调查佐伯谋杀案和周边事件。
两人去房子里取回伽椰子的日记，但俊雄把奥布里拖进屋里给她下咒。伊森把日记拿给一个同事，后者解释说伽椰子的母亲川又中川是一个潮來，从访客身上驱除恶灵并把恶灵喂给她的女儿。伊森和奥布里计划去拜访川又。当伊森冲洗他在佐伯家拍摄的照片时，伽椰子从照片中出现并谋杀了他。在发现他的尸体后，奥布里独自前往川又的偏远农村住宅。川又警告她，诅咒是不可逆转的，然后被她的女儿杀死。奥布里冒险去了那所房子，跟着卡伦的身影，遇到了剛雄的鬼魂，剛雄演了他发现妻子不忠的那晚，并掐断了奥布里的脖子。
2006年，女学生艾莉森·弗莱明、瓦妮莎·卡西迪和名泽深雪冒然闯入这所房子，艾莉森被另外两人锁在壁橱里，遇到了一个类似伽椰子的鬼魂（在影片结尾处透露为奥布里），后来女孩们都逃脱了。在深雪和瓦妮莎先后被诅咒吞噬后，艾莉森与学校辅导员戴尔老师谈起了诅咒，但戴尔否认了它的存在，并透露她也去了那所房子，其实她自己也是个鬼。艾莉森被朋友的鬼魂困扰着，最终逃回了芝加哥，在那里和父母住在一起。
金布尔一家搬到了芝加哥的一个公寓区。一个名叫杰克的小男孩被楼里的一个奇怪的形体所困扰，有一个戴着头罩的陌生人把窗户用报纸遮住了。杰克的父亲比尔和继母特丽什受到诅咒的影响，比尔指责特丽什有外遇，特丽什用煎锅把比尔砸死了。杰克和他的姊姊莱西从学校回来，但杰克发现他的家人都死了。他碰到了戴头罩的人，发现是艾莉森，她解释说诅咒一直跟着她。伽椰子出现在艾莉森的头罩里，带走了她，然后现身在杰克面前袭击他。